# Liste der aktiven Luftfahrzeuge der italienischen Streitkräfte
Die Liste der aktiven Luftfahrzeuge der italienischen Streitkräfte führt alle derzeit im Dienst befindlichen Typen von Luftfahrzeugen auf, die von einer der Teilstreitkräfte oder von militärischen Polizeiorganisationen gegenwärtig genutzt werden.
Der Bestand der verschiedenen Luftfahrzeuge wird jeweils durch spezifische Einzelnachweise belegt. Globale Gesamtbestandsverzeichnisse, die häufig von aktuellen typbezogenen Einzelnachweisen widerlegt werden, finden keine Berücksichtigung.

## Luftwaffe
Die italienische Luftwaffe verfügt über folgende Luftfahrzeuge (Stand 2024):
| Typ                                       | Bild           | Herkunft                                           | Funktion                                                                   | Version                        | Aktiv          | Bestellt       | Anmerkungen |
| Kampfflugzeuge                            | Kampfflugzeuge | Kampfflugzeuge                                     | Kampfflugzeuge                                                             | Kampfflugzeuge                 | Kampfflugzeuge | Kampfflugzeuge | Kampfflugzeuge |
| ----------------------------------------- | -------------- | -------------------------------------------------- | -------------------------------------------------------------------------- | ------------------------------ | -------------- | -------------- | --- |
| Eurofighter Typhoon                       |                | Vereinigtes Königreich Deutschland Italien Spanien | Mehrzweckkampfflugzeug                                                     | F-2000A                        | 93             |                | 24 zusätzliche Maschinen als Ersatz für Tranche 1 geplant.                                                                                        |
| F-35 Lightning II                         |                | Vereinigte Staaten Italien                         | Mehrzweckkampfflugzeug                                                     | F-35A F-35B                    | 26 2           |                | 75 F-35A und 20 F-35B geplant. |
| Panavia Tornado                           |                | Deutschland Vereinigtes Königreich Italien         | Mehrzweckkampfflugzeug                                                     | Tornado IDS (A-200C)           | 46             |                | Auf den it-MLU-Standard aktualisiert. Sie werden alle durch 95 F-35 ersetzt.                                                                      |
| Flugzeuge für Spezialmissionen            |                |                                                    |                                                                            |                                |                |                | |
| Gulfstream G550                           |                | Vereinigte Staaten Israel                          | AWACS                                                                      | E-550A VC-550A                 | 2 2            | 6              | 2 VC-550A als Ausbildungs- und Verbindungsflugzeuge genutzt bis Neukonfigurierung zu E-550. Weitere 6 als AWACS- und SIGINT-Maschinen vorgesehen. |
| Piaggio P.180 Avanti                      |                | Italien                                            | Kalibrierung                                                               | P.180RM                        | 4              |                | [ 8 ] |
| Beechcraft King Air                       |                | Vereinigte Staaten                                 | Aufklärungsflugzeug                                                        | King Air 350                   | 2              |                | geleast |
| ATR 72                                    |                | Italien Frankreich                                 | Seefernaufklärer                                                           | P-72A                          | 4              |                | Übergangslösung für 18 ehemalige ATL 1 |
| Schulflugzeuge                            |                |                                                    |                                                                            |                                |                |                | |
| Alenia Aermacchi M-346                    |                | Italien                                            | Fortgeschrittenentrainer (Lead-in Fighter Trainer, leichtes Kampfflugzeug) | T-346A                         | 22             |                | 4 gehören Leonardo |
| Alenia Aermacchi M-345                    |                | Italien                                            | Jettrainer                                                                 | T-345A                         | 2              | 16             | insgesamt 45 geplant |
| Aermacchi MB-339                          |                | Italien                                            | Jettrainer (leichtes Kampfflugzeug)                                        | T-339 A/CD/PAN                 | ≈70            |                | in Ausmusterung (ehemals 137) |
| P.180 Avanti                              |                | Italien                                            | Schulflugzeug (für Transportpiloten)                                       | T-180A (P.180AM)               | 5              |                | [ 12 ] |
| Aermacchi SF-260                          |                | Italien                                            | Schulflugzeug (Screening)                                                  | T-260EA                        | 30             |                | |
| Grob G 103                                |                | Deutschland                                        | Segelflugzeug                                                              | Twin Astir                     | 8              |                | |
| Schempp-Hirth Nimbus                      |                | Deutschland                                        | Segelflugzeug                                                              | Nimbus 4                       | 2              |                | |
| Sportinė Aviacija LAK-17                  |                | Litauen                                            | Segelflugzeug                                                              | UG-17                          | 2              |                | |
| Tanker und Transportflugzeuge             |                |                                                    |                                                                            |                                |                |                | |
| Boeing 767                                |                | Vereinigte Staaten                                 | Tankflugzeug, Transporter                                                  | KC-767A                        | 4              |                | sollen ersetzt werden |
| Boeing KC-46 oder Airbus A330 MRTT (Plus) |                | Vereinigte Staaten oder Europäische Union          | Tankflugzeug, Transporter                                                  |                                |                | 6              | [ 13 ] [ 14 ] |
| C-130 Hercules                            |                | Vereinigte Staaten                                 | Transportflugzeug, Tanker                                                  | C-130J C-130J-30               | 20             |                | KC-130J-Konfiguration möglich (ehemals 22) |
| C-27J Spartan                             |                | Italien                                            | Transportflugzeug                                                          |                                | 12             |                | EC-27J- und MC-27J-Konfiguration möglich |
| Airbus A319                               |                | Europäische Union                                  | Regierungsflugzeug                                                         | A319CJ                         | 3              |                | (2 Maschinen in 2000, 2 weitere in 2003 und 2005, 1 von 2000 verkauft)                                                                            |
| Dassault Falcon 900                       |                | Frankreich                                         | Regierungsflugzeug                                                         | Falcon 900EX Falcon 900EX EASy | 1 2            |                | (in Ausmusterung, ehemals 5) |
| Dassault Falcon 50                        |                | Frankreich                                         | Krankentransport Regierungsflugzeug                                        | VC-50A                         | 2              |                | (1985 vier Exemplare beschafft, zwei verkauft, in Ausmusterung)                                                                                   |
| Gulfstream G650ER                         |                | Vereinigte Staaten                                 | Regierungsflugzeug                                                         | VC-650A                        |                | 4              | 4 bestellt, 1 Option, als Ersatz für Falcon-Jets                                                                                                  |
| P.180 Avanti                              |                | Italien                                            | Verbindungsflugzeug                                                        | P.180 Avanti                   | 6              |                | 15 P.180 EVO als Ersatz für alte P.180 aller Versionen                                                                                            |
| S.208M                                    |                | Italien                                            | Verbindungsflugzeug                                                        | U-208M                         | ≈20            |                | in Ausmusterung (ehemals 45) |
| Hubschrauber                              |                |                                                    |                                                                            |                                |                |                | |
| AgustaWestland AW101                      |                | Italien Vereinigtes Königreich                     | CSAR-Hubschrauber                                                          | HH-101A                        | 12             |                | |
| AgustaWestland AW139                      |                | Italien                                            | SAR-Hubschrauber VIP-Hubschrauber                                          | HH-139A HH-139B VH-139A        | 13 17 4        |                | HH-139A wurden auf B-Standard gebracht. Zwei VH-139A werden als V.I.P.-Maschinen betrieben, zwei weitere für den Zivilschutz.                     |
| NH-500E                                   |                | Vereinigte Staaten Italien                         | Schulungs- und Verbindungshubschrauber                                     | TH-500B/E                      | ≈39            |                | Lizenzbau (Breda Nardi, dann Agusta; ehemals 50)                                                                                                  |
| Unbemannte Luftfahrzeuge                  |                |                                                    |                                                                            |                                |                |                | |
| MQ-9 Reaper                               | rahmnlos       | Vereinigte Staaten                                 | Aufklärungsdrohne                                                          | MQ-9A Predator B (Reaper)      | 7              | 6              | ursprünglich 6 Block 1, davon 1 verloren; 5 auf Block 5 gebracht, erst 2 und dann 6 weitere Block 5 nachbestellt                                  |

## Heer
Die Heeresflieger des italienischen Heeres verfügen über folgendes Fluggerät (Stand 2024):
| Typ                      | Bild      | Herkunft                   | Funktion                               | Version            | Aktiv     | Bestellt  | Anmerkungen                                                      |
| Flugzeuge                | Flugzeuge | Flugzeuge                  | Flugzeuge                              | Flugzeuge          | Flugzeuge | Flugzeuge | Flugzeuge                                                        |
| ------------------------ | --------- | -------------------------- | -------------------------------------- | ------------------ | --------- | --------- | ---------------------------------------------------------------- |
| Dornier 228              |           | Deutschland                | Transportflugzeug                      |                    | 3         |           |                                                                  |
| P.180 Avanti             |           | Italien                    | Verbindungsflugzeug                    |                    | 3         |           |                                                                  |
| Hubschrauber             |           |                            |                                        |                    |           |           |                                                                  |
| Leonardo AW249           |           | Italien                    | Kampfhubschrauber                      | AH249A NEES Fenice |           | 12        | weitere Baulose geplant                                          |
| Agusta AW129 Mangusta    |           | Italien                    | Kampfhubschrauber                      | AH129EES           | 59        |           | urspr. 65, etliche inaktiv; AW249 als Ersatz                     |
| CH-47 Chinook            |           | Vereinigte Staaten Italien | Transporthubschrauber                  | ICH-47F            | 16        |           | Lizenzbau (40 CH-47C seit 2019 außer Dienst)                     |
| NH90                     |           | Europäische Union          | Transporthubschrauber                  | TTH                | 59        |           | als Ersatz für AB205/212/412 (insgesamt 60 erhalten, 1 verloren) |
| AgustaWestland AW169M    |           | Italien                    | Schulungs- und Verbindungshubschrauber | UH-169             | 2         |           | insgesamt 17 geplant                                             |
| Agusta-Bell AB212/412    |           | Vereinigte Staaten Italien | Mehrzweckhubschrauber                  |                    | ≈30       |           | Lizenzbau (19 AB212 ab 1983, 24 AB412 ab 1987), in Ausmusterung  |
| Agusta-Bell AB205        |           | Vereinigte Staaten Italien | Mehrzweckhubschrauber                  |                    | ≈50       |           | Lizenzbau (115 Exemplare ab 1966), in Ausmusterung               |
| Agusta-Bell AB206        |           | Vereinigte Staaten Italien | Verbindungshubschrauber                |                    | ≈30       |           | Lizenzbau (150 Exemplare ab 1969), in Ausmusterung               |
| Unbemannte Luftfahrzeuge |           |                            |                                        |                    |           |           |                                                                  |
| AAI RQ-7 Shadow          |           | Vereinigte Staaten         | Aufklärungsdrohne                      |                    | ?         |           | [ 29 ]                                                           |

## Marine
Die Marineflieger der italienischen Marine verfügen über folgende Luftfahrzeuge (Stand 2024):
| Typ                      | Bild      | Herkunft                                  | Funktion                                               | Version           | Aktiv     | Bestellt  | Anmerkungen |
| Flugzeuge                | Flugzeuge | Flugzeuge                                 | Flugzeuge                                              | Flugzeuge         | Flugzeuge | Flugzeuge | Flugzeuge |
| ------------------------ | --------- | ----------------------------------------- | ------------------------------------------------------ | ----------------- | --------- | --------- | --- |
| AV-8B Harrier II         |           | Vereinigte Staaten Vereinigtes Königreich | STOVL-Mehrzweckkampfflugzeug Schulflugzeug             | AV-8B+ TAV-8B     | 14 1      |           | ehemals 16 und 2 TAV-8B (13 in Italien endmontiert), in Ausmusterung (sie werden alle durch 20 F-35B ersetzt). |
| F-35 Lightning II        |           | Vereinigte Staaten Italien                | Mehrzweckkampfflugzeug                                 | F-35B             | 6         |           | insgesamt 20 maschinen geplant.                                                                                |
| Piaggio P.180 Avanti     |           | Italien                                   | Verbindungsflugzeug                                    |                   | 3         |           | |
| Hubschrauber             |           |                                           |                                                        |                   |           |           | |
| AgustaWestland AW101     |           | Italien Vereinigtes Königreich            | Mehrzweckhubschrauber HEW U-Boot- und Schiffbekämpfung |                   | 8 4 10    |           | werden modernisiert                                                                                            |
| NH90                     |           | Europäische Union                         | Mehrzweckhubschrauber                                  | SH90/NFH MH90/TTH | 46 10     |           | |
| Agusta-Bell AB212        |           | Vereinigte Staaten Italien                | Mehrzweckhubschrauber (ASW)                            |                   | 26        |           | Lizenzbau (67 Exemplare ab 1976), in Ausmusterung                                                              |
| Unbemannte Luftfahrzeuge |           |                                           |                                                        |                   |           |           | |
| Camcopter S-100          |           | Österreich                                | Aufklärungsdrohne                                      |                   | 2         |           | geleast ab 2012 (aktuelle Situation unklar)                                                                    |
| Boeing ScanEagle         |           | Vereinigte Staaten                        | Aufklärungsdrohne                                      |                   | 10        |           | 2 Systeme mit je 5                                                                                             |

## Carabinieri
Die Carabinieri (vierte Teilstreitkraft) verfügen über folgendes Fluggerät (Stand 2022):
| Typ                  | Bild      | Herkunft                   | Funktion              | Version      | Aktiv     | Bestellt  | Anmerkungen                                     |
| Flugzeuge            | Flugzeuge | Flugzeuge                  | Flugzeuge             | Flugzeuge    | Flugzeuge | Flugzeuge | Flugzeuge                                       |
| -------------------- | --------- | -------------------------- | --------------------- | ------------ | --------- | --------- | ----------------------------------------------- |
| Piaggio P.180 Avanti |           | Italien                    | Verbindungsflugzeug   |              | 2         |           | eine vom CFS übernommen                         |
| Hubschrauber         |           |                            |                       |              |           |           |                                                 |
| AgustaWestland AW109 |           | Italien                    | Mehrzweckhubschrauber | Power, Nexus | 21        |           | A109A ausgemustert                              |
| AgustaWestland AW119 |           | Italien                    | Mehrzweckhubschrauber | AW119Kx      |           | 20        | [ 39 ]                                          |
| AgustaWestland AW139 |           | Italien                    | Mehrzweckhubschrauber | UH-139D      | 2         |           |                                                 |
| AgustaWestland AW169 |           | Italien                    | Mehrzweckhubschrauber |              |           | 7         | [ 40 ]                                          |
| Agusta-Bell AB412    |           | Vereinigte Staaten Italien | Mehrzweckhubschrauber | AB.412HP/SP  | ≈20       |           | Lizenzbau, in Ausmusterung (ehemals 35, +5 CFS) |
| Breda Nardi NH-500   |           | Vereinigte Staaten Italien | Mehrzweckhubschrauber | NH-500D      | 8         |           | Lizenzbau, aus CFS-Bestand                      |

## Zoll- und Finanzpolizei
Die militärisch organisierte Guardia di Finanza (mit Kombattantenstatus) verfügt über folgende Luftfahrzeuge (Stand 2022):
| Typ                   | Bild      | Herkunft                   | Version      | Aktiv     | Bestellt  | Anmerkungen                                                       |
| Flugzeuge             | Flugzeuge | Flugzeuge                  | Flugzeuge    | Flugzeuge | Flugzeuge | Flugzeuge                                                         |
| --------------------- | --------- | -------------------------- | ------------ | --------- | --------- | ----------------------------------------------------------------- |
| ATR 72                |           | Italien Frankreich         | P-72B        | 4         |           | [ 42 ]                                                            |
| ATR 42                |           | Italien Frankreich         | ATR 42 400MP | 4         |           |                                                                   |
| Piaggio P.180 Avanti  |           | Italien                    | Avanti II    | 2         |           |                                                                   |
| Hubschrauber          |           |                            |              |           |           |                                                                   |
| AgustaWestland AW109  |           | Italien                    | Nexus        | 18        |           | 1 inaktiv                                                         |
| AgustaWestland AW139  |           | Italien                    |              | 14        |           |                                                                   |
| AgustaWestland AW169M |           | Italien                    | UH-169A      | 6         | 16        | 1 inaktiv, beschädigt                                             |
| Agusta-Bell AB412     |           | Vereinigte Staaten Italien | AB412HP/C    | ≈10       |           | Lizenzbau, in Ausmusterung (ehemals 22)                           |
| NH-500                |           | Vereinigte Staaten Italien | MC/MD        | ≈10       |           | Lizenzbau, in Ausmusterung (ehemals 74, davon 17 M, 40 MC, 17 MD) |

## Küstenwache
Die Guardia Costiera (autonome Organisation der Marine) verfügt über folgende Luftfahrzeuge (Stand 2022):
| Typ                  | Bild      | Herkunft           | Version      | Aktiv     | Bestellt  | Anmerkungen |
| Flugzeuge            | Flugzeuge | Flugzeuge          | Flugzeuge    | Flugzeuge | Flugzeuge | Flugzeuge   |
| -------------------- | --------- | ------------------ | ------------ | --------- | --------- | ----------- |
| ATR 42               |           | Italien Frankreich | ATR 42-400MP | 3         |           |             |
| Piaggio P.180 Avanti |           | Italien            | Avanti II    | 1         |           |             |
| Hubschrauber         |           |                    |              |           |           |             |
| AgustaWestland AW139 |           | Italien            |              | 15        | 2         | 13 Optionen |